# Bobby Laverick
Robert Laverick, più conosciuto con il diminutivo Bobby Laverick (Castle Eden, 11 giugno 1938) è un allenatore di calcio ed ex calciatore inglese, di ruolo attaccante.

## Caratteristiche tecniche
Era un'ala sinistra.

## Carriera
Esordisce tra i professionisti all'età di 18 anni nella stagione 1956-1957 con il Chelsea, dove rimane anche nella stagione 1957-1958 per un totale di 7 presenze nella prima divisione inglese; passa quindi all'Everton, con cui tra il 1958 ed il 1960 totalizza complessivamente ulteriori 22 presenze e 6 reti in prima divisione. Trascorre poi 2 stagioni in terza divisione al Brighton, per un totale di 63 presenze e 20 reti in partite di campionato; trascorre quindi la sua ultima stagione nella Football League con il Coventry City, con la cui maglia nella stagione 1962-1963 gioca 4 partite in terza divisione.
Negli anni seguenti ha giocato in vari club semiprofessionistici: Nuneaton Borough, Corby Town, King's Lynn, South Shields, Ramsgate, Tunbridge Wells ed Ashford Town, oltre allo Snowdown Colliery Welfare, di cui è stato contemporaneamente sia giocatore che allenatore.